# 何夔
何夔（？—？），字叔龍，陳郡陽夏人。東漢末及三國時曹魏官員，高祖父為瑯琊國相何英，曾祖父是漢安帝時車騎將軍何熙，曾在永初三年（109年）討伐南單于。

## 生平
何夔年幼喪父，與母親和兄長同住，以孝友而得到稱道。後來避亂淮南。初平四年（193年），袁術到壽春，辟命何夔，何夔不應命，但被袁術留住。後來，袁術與橋蕤攻曹操的蘄陽，袁術打算派何夔勸降，但何夔卻逃到灊山匿藏。袁術知道何夔不會為自己任用，雖然痛恨他，但因為有親戚關係，最終只是不再強逼也沒有加害。
建安二年（197年），何夔回鄉，不久曹操辟他為司空掾屬。後來歷任城父令及長廣郡太守。當時黃巾民變的亂事還未完全平息，建安十一年（206年），當時管承就聚眾三千多家作賊，四處作亂，有人建議用兵鎮壓，但何夔則認為他們只是逼於無奈，不能抽身才繼續當賊，可以安撫，最終派人成功勸降。又與張遼討平由從錢率領的賊匪集團。另外王營聚眾昌陽縣作亂，何夔亦用計令部眾自行解散。後來曹操頒布新法，又收租稅綿絹，何夔又建議容許地方官員在三年內彈性處理，讓人民先安居樂業，穩定生活，不要硬性執法而令到已飽經戰亂的人民增加壓力。
後來何夔被徵還，任參丞相軍事。及後海盗郭祖襲擊樂安和濟南的邊界，曹操鑑於先前何夔在長廣郡有威信，於是任命何夔為樂安太守。上任數月後平定事件。後來又轉為丞相東曹掾。
213年，曹操稱魏公，建立魏國後任何夔為尚書僕射。後來定曹丕為太子，何夔被任命為太子少傅，並且命令他與太子太傅涼茂和尚書東曹選任太子諸侯官屬。不久，涼茂逝世，由何夔接任太子太傅。後來遷任太僕。
220年，曹丕稱帝後，封成陽亭侯。後來患病，多次請辭。後來逝世，諡靖侯。

## 性格特徵
- 史載他「長八尺三寸，容貌矜嚴」。
- 何夔性情剛強，任司空掾屬時，知道曹操為人嚴厲，要求又高，常常因公事不滿意而當眾杖責部屬，何夔於是經常帶著鴆酒，寧願自鴆也不願受辱，曹操愛惜他的性命，於是不敢杖責他。
  - 丁儀丁廙兄弟受寵的時候，何夔亦與丁儀不和，當時傅巽以毛玠免職的事情勸說何夔明哲保身，何夔預料說丁氏兄弟會走向敗亡而堅持拒絕，之後丁氏男丁均為曹丕誅殺。[3]

## 後代

### 子
- 何曾，何夔嗣子，西晉官至太宰，封朗陵縣公。

### 孫
- 何遵，何曾庶子，何邵（何劭）庶兄，在西晉官至太僕。
- 何邵，《晉書》作何劭。何曾之子，嗣子，在西晉官至太宰。

### 曾孫
- 何蕤，《晉書》作何岐。何邵（何劭）之子，嗣子。
- 何嵩，何遵之子，西晉著作郎。
- 何綏，何遵之子，西晉尚書，被東海王司馬越殺害。
- 何機，何遵之子，西晉鄒平縣令
- 何羨，何遵之子，曾任西晉離狐縣令。

## 延伸阅读
[在维基数据编辑]
 《三國志·卷12》，出自陳壽《三國志》